# Hudgi, Homnabad
Hudgi là một làng thuộc tehsil Homnabad, huyện Bidar, bang Karnataka, Ấn Độ.